# Саса (Звољен)
Саса (слч. Sása) насељено је мјесто са административним статусом сеоске општине (слч. obec) у округу Звољен, у Банскобистричком крају, Словачка Република.

## Становништво
| Година:    | 1994. | 2004.   | 2014.   | 2024.    |
| ---------- | ----- | ------- | ------- | -------- |
| Број људи: | 889   | 951     | 933     | 830      |
| Разлика:   |       | +6,97 % | -1,89 % | -11,03 % |

| Година:    | 2023. | 2024.   |
| ---------- | ----- | ------- |
| Број људи: | 857   | 830     |
| Разлика:   |       | -3,15 % |

Према подацима о броју становника из 2011. године насеље је имало 960 становника.